# Automobiles Ailloud
Automobiles Ailloud war ein französischer Hersteller von Automobilen und Fahrrädern.

## Unternehmensgeschichte
Claude Ailloud gründete 1897 das Unternehmen in Lyon zur Produktion von Automobilen und Fahrrädern. Der Markenname lautete Ailloud. 1900 endete die Produktion. Insgesamt entstanden etwa 20 Automobile. Nach Aufgabe des Unternehmens gründete Claude Ailloud zusammen mit Francisque Dumont das neue Unternehmen Automobiles Ailloud & Dumond.

## Fahrzeuge
Das erste Modell verfügte über einen Zweizylindermotor mit 618 cm³ Hubraum und 5 PS Leistung, der im Heck montiert war. Die Motorleistung wurde mittels einer Kette auf die Hinterachse übertragen. Das Getriebe verfügte über drei Gänge. Als Fahrgestell diente ein Rohrrahmen. In späteren Modellen war der Motor vorne platziert.
Ein Fahrzeug erhielt auf einer Fahrrad- und Automobilausstellung in Lyon im Dezember 1899 eine Silbermedaille.